# 一次元的人間
『一次元的人間』（いちじげんてきにんげん、英: One-Dimensional Man）は、1962年にドイツ出身の哲学者・ヘルベルト・マルクーゼによって著された哲学書である。副題は『先進産業社会におけるイデオロギーの研究』。
マルクーゼは1960年代以後の新左翼運動に対して思想的な影響を与えた哲学者であり、本書はその代表作のひとつである。表題の「一次元的人間」とは、現代社会において出現した批判的思考を喪失した人間を指している。マルクーゼは理性の本質が所与の現実を克服するための「否定の力」であると述べている。つまり是正するべき現実と可能な現実を弁別することが批判の原理であると定義される。ところがアメリカに代表されるような産業社会においては、人間が管理システムの中で既存の現実に同化する、一次元的人間になっていることが指摘できる。
マルクーゼはこのように一次元的人間とは、自由や個性、権力に対する批判や自己決定を行う能力を喪失した人間と特徴づけ、彼らは人間の願望や理念、欲求を操作する一次元的な社会の中で埋没したものであると見なす。一次元的人間が誕生した背景について、科学技術への信仰と合理性のイデオロギー、さらに広告で宣伝される大衆文化と、それによってもたらされる消費至上のイデオロギーが、かつて資本主義社会においても絶対的な否定勢力として存在してきた労働者階級すらを社会の体制に組み込んでしまったとし、これらが資本主義体制を磐石化し、変革を抑制し続けていると説く。
マルクーゼはこのような先進社会においても管理されていない少数のアウトサイダー、マイノリティが新しい否定の力を担うことを期待している。
著書は最後に、ヴァルター・ベンヤミンの「希望無き者のためのみに、我々には希望が与えられている。」(独: Nur um der Hoffnungslosen willen ist uns die Hoffnung gegeben.) という言葉で締めくくられる。

## 書誌
- 生松敬三他訳 『一次元的人間』 河出書房新社、1980年